# Stenopleustes olrickii
Stenopleustes olrickii är en kräftdjursart som beskrevs av Hansen 1888. Stenopleustes olrickii ingår i släktet Stenopleustes och familjen Pleustidae. Inga underarter finns listade i Catalogue of Life.